# Coregonus albellus
Coregonus albellus är en fiskart som beskrevs av Fatio, 1890. Coregonus albellus ingår i släktet Coregonus och familjen laxfiskar. IUCN kategoriserar arten globalt som livskraftig. Inga underarter finns listade i Catalogue of Life.